# Power Quest
Power Quest (Gekitō Power Modeler au Japon) est un jeu vidéo de combat et un RPG, développé par Japan System Supply et édité par Capcom, sorti en 1998 sur Game Boy Color.

## Système de jeu
Power Quest dispose d'un système de combat similaire à Samurai Shodown!: Pocket Fighting Series. Il faudra défaire l'adversaire en utilisant les deux attaques mises à disposition. 2 modes de jeu peuvent être sélectionnés: Le mode versus et le mode histoire.
Le mode histoire mêle le système de combat et le jeu de rôle. À l'instar de Custom Robo, il faudra guider le protagoniste à travers une série de combat. Il est aussi possible de changer certaines pièces du robot, afin de le rendre plus puissant.

## Scénario
Dans le futur, le modélisme est assez avancé pour donner vie à des robots. Ainsi, des tournois sont régulièrement organisés dans les villes, et un tournoi national est proposé une fois par an. Cependant, ces évènements sont l'occasion pour certains voyous de voler les enfants disposant de robots. Il faudra choisir entre 6 modèles de robot et démanteler le groupe derrière tous ces larcins.

## Accueil
- Jeuxvideo.com: 12/20[1]